# ヒンディ語・ウルドゥー語訳聖書
ヒンディ語・ウルドゥー語訳聖書 (ヒンディご・ウルドゥーごやくせいしょ、英語: Bible translations into Hindi and Urdu)ではキリスト教聖書のヒンディ語およびウルドゥー語への翻訳を記す。ヒンディ語とウルドゥー語は、それぞれインド北部（公用語の一つ）とパキスタン（その国語）で広く使われている言葉である。両言語はヒンドゥスターニー語デリー方言の社会的変種で、口語ではお互いに意味が通じある言語であるが、書き方はそれぞれデーヴァナーガリ文字とウルドゥー文字を使う。
この分野では、1726年にドイツ出身のベンジャミン・シュルツェ（Benjamin Schultze）がマドラスでオランダの宣教活動に従事して「創世記」を南ヒンディー語にウルドゥー文字文字を使って翻訳して、1745年にハレで出版したのが最初である。

## ヒンディ語
聖書のヒンディー語への翻訳の幕開けは、ベンガル語、オリヤー語、サンスクリット、マラーティー語、アッサム語への翻訳もそうであるが、ウィリアム・ケアリーに負うところが多い。それは後にジョン・パーソンズ（John Parsons）は修正された。ケアリーはまた後にヘンリー・マーティン（Henry Martyn）をしてペルシャ語訳聖書を作らせ、後にヒンディー語にも向かわせている。
イラーハーバードで教えていた長老派のサミュエル・ケロッグ（Samuel H. Kellogg）は三人の協力者と旧約聖書を翻訳していた。彼のヒンディー語文法の本は、いまでも参考書として使われている。この聖書は後に出版されたが、その18年後ロンドン宣教協会（London Missionary Society）の宣教師で現代ヒンディー語文法の著者でもあるエドウィン・グリーヴズ（Edwin Greaves）はケロッグの翻訳が妥当か、疑問を呈している。
Free Bibles Indiaは、Church centric bible translationの協力で、ヒンディー語聖書オンラインを公開している。

## ウルドゥー語
ウルドゥー語の最初の聖書としては、1745年にベンジャミン・シュルツェ（上述）がオランダの宣教活動に従事して新約聖書の一部を出版したが、1843年には新約全書が出版された。また1870年にロバート・マザー（Robert Cotton Mather）はこれを改訂した。
この聖書はその後何回か改定されたが、ナスタアリーク体での印刷が難しいため、1960年代まではインド聖書協会（Bible Society of India）からの聖書はPDF様式のみであった。しかし、Unicodeが使えるようになって、2009年からは新約聖書から始めて、現在では全聖書がインターネットでも読める
ビブリカ（Biblica）では、英語『新国際版聖書』に基づいたウルドゥー語訳聖書を発行している。また、Free Bibles Indiaは、Church centric bible translationの協力で、ウルドゥー語聖書オンラインを公開している。

## 翻訳文の比較
| Translation        | ヨハネ 3:16 |
| ------------------ | --- |
| Hindi Bible online | क्योंकि परमेश्वर ने जगत से ऐसा प्रेम रखा कि उस ने अपना एकलौता पुत्र दे दिया, ताकि जो कोई उस पर विश्वास करे, वह नाश न हो, परन्तु अनन्त जीवन पाए।                                                               |
| Urdu Bible online  | ہاں! خدا نے دنیا سے محبت رکھی ہے اسی لئے اس نے اسکو اپنا بیٹا دیاہے ۔ خدا نے اپنا بیٹا دیا تا کہ ہر آدمی جو اس پر ایمان لا ئے جو کھوتا نہیں مگر ہمیشہ کی زندگی پاتا ہے ۔ |

## 参照項目
- インドの諸言語訳聖書
- インドの宗教
- インドの諸言語訳聖書
- インドの宗教
- パキスタン#宗教
- パキスタンにおける信教の自由
- 聖書翻訳
- 言語別聖書の一覧